# Ozicrypta hollinsae
Espèce
Ozicrypta hollinsae est une espèce d'araignées mygalomorphes de la famille des Barychelidae.

## Distribution
Cette espèce est endémique du Queensland en Australie. Elle se rencontre sur le mont Chalmers.

## Description
Le mâle holotype mesure 15 mm.

## Étymologie
Cette espèce est nommée en l'honneur de Chris Hollin.

## Publication originale
- Raven, 1994 : Mygalomorph spiders of the Barychelidae in Australia and the Western Pacific. Memoirs of the Queensland Museum, vol. 35, no 2, p. 291-706 (texte intégral).